# Cârcești
Cârcești – wieś w Rumunii, w okręgu Ardżesz, w gminie Cuca. W 2011 roku liczyła 263 mieszkańców.